# MØ
Karen Marie Aagaard Ørsted Andersen (sinh 13 tháng 8 năm 1988), thường được biết với tên Karen Marie Ørsted hoặc với nghệ danh trên sân khấu MØ, là một ca sĩ, người viết bài hát người Đan Mạch, ký hợp đồng với công ty Sony Music Entertainment. Sinh tại Odense, MØ từng được so sánh với các nghệ sĩ electropop chẳng hạn như Grimes và Twin Shadow. Ngoài ý nghĩa là chữ cái viết tắt tên của cô, từ mø còn có nghĩa là "thiếu nữ" hoặc "trinh nữ" trong tiếng Đan Mạch. Album đầu tay của cô, No Mythologies to Follow, được phát hành vào tháng 3 năm 2014.

## Danh sách album

### Album phòng thu
| Tựa                      | Chi tiết                                                                                                 | Vị trí trên bảng xếp hạng | Vị trí trên bảng xếp hạng | Vị trí trên bảng xếp hạng | Vị trí trên bảng xếp hạng | Vị trí trên bảng xếp hạng | Vị trí trên bảng xếp hạng | Chứng nhận       |
| Tựa                      | Chi tiết                                                                                                 | DEN                       | BEL (FL)                  | BEL (WA)                  | FRA                       | IRE                       | UK                        | Chứng nhận       |
| ------------------------ | --- | ------------------------- | ------------------------- | ------------------------- | ------------------------- | ------------------------- | ------------------------- | ---------------- |
| No Mythologies to Follow | - Phát hành: 7 tháng 3 năm 2014 - Hãng đĩa: Chess Club, RCA Victor - Định dạng: CD, LP, digital download | 2                         | 107                       | 83                        | 161                       | 76                        | 58                        | - IFPI DEN: Vàng |

### Extended plays
| Tựa         | Chi tiết                                                                                      | Ví trí trên bảng xếp hạng |
| Tựa         | Chi tiết                                                                                      | US Heat                   |
| ----------- | --------------------------------------------------------------------------------------------- | ------------------------- |
| Bikini Daze | - Phát hành: 18 tháng 10 năm 2013 - Hãng đĩa: Chess Club, RCA Victor - Định dạng: Tải nhạc số | 11                        |

### Đĩa đơn

#### Trong vai trò là nghệ sĩ chính
| Tựa                                                                               | Năm  | Vị trí trên bảng xếp hạng | Vị trí trên bảng xếp hạng | Vị trí trên bảng xếp hạng | Vị trí trên bảng xếp hạng | Album                    |
| Tựa                                                                               | Năm  | DEN                       | AUS                       | BEL (FL)                  | UK                        | Album                    |
| --------------------------------------------------------------------------------- | ---- | ------------------------- | ------------------------- | ------------------------- | ------------------------- | ------------------------ |
| "Glass"                                                                           | 2013 | —                         | —                         | —                         | —                         | No Mythologies to Follow |
| "Pilgrim"                                                                         | 2013 | 11                        | —                         | —                         | —                         | No Mythologies to Follow |
| "Waste of Time"                                                                   | 2013 | —                         | —                         | —                         | —                         | No Mythologies to Follow |
| "XXX 88" (featuring Diplo)                                                        | 2013 | —                         | —                         | —                         | —                         | No Mythologies to Follow |
| "Don't Wanna Dance"                                                               | 2014 | 25                        | —                         | —                         | —                         | No Mythologies to Follow |
| "Say You'll Be There"                                                             | 2014 | —                         | —                         | —                         | 170                       | No Mythologies to Follow |
| "Walk This Way"                                                                   | 2014 | 33                        | —                         | —                         | —                         | No Mythologies to Follow |
| "Kamikaze"                                                                        | 2015 | 16                        | 106                       | 30                        | 183                       | TBA                      |
| "—" denotes a recording that did not chart or was not released in that territory. |      |                           |                           |                           |                           |                          |

#### Trong vai trò là nghệ sĩ đồng diễn
| Tựa                                                                               | Năm  | Vị trí trên bảng xếp hạng | Vị trí trên bảng xếp hạng | Vị trí trên bảng xếp hạng | Vị trí trên bảng xếp hạng | Vị trí trên bảng xếp hạng | Vị trí trên bảng xếp hạng | Vị trí trên bảng xếp hạng | Vị trí trên bảng xếp hạng | Vị trí trên bảng xếp hạng | Vị trí trên bảng xếp hạng | Chứng nhận | Album                         |
| Tựa                                                                               | Năm  | DEN                       | AUS                       | BEL (FL)                  | CAN                       | FRA                       | GER                       | IRE                       | NZ                        | UK                        | US                        | Chứng nhận | Album                         |
| --------------------------------------------------------------------------------- | ---- | ------------------------- | ------------------------- | ------------------------- | ------------------------- | ------------------------- | ------------------------- | ------------------------- | ------------------------- | ------------------------- | ------------------------- | --- | ----------------------------- |
| "One More" (Elliphant featuring MØ)                                               | 2014 | —                         | —                         | —                         | —                         | —                         | —                         | —                         | —                         | —                         | —                         | | One More                      |
| "Beg for It" (Iggy Azalea featuring MØ)                                           | 2014 | —                         | 29                        | —                         | 44                        | —                         | —                         | —                         | —                         | 111                       | 27                        | - RIAA: Platinum                                                                                               | Reclassified                  |
| "Lean On" (Major Lazer và DJ Snake featuring MØ)                                  | 2015 | 1                         | 1                         | 2                         | 4                         | 2                         | 4                         | 1                         | 1                         | 2                         | 4                         | - ARIA: 4× Platinum - BPI: Platinum - BVMI: Platinum - IFPI DEN: Platinum - RIAA: Platinum - RMNZ: 3× Platinum | Peace Is the Mission          |
| "Lost" (Major Lazer featuring MØ)                                                 | 2015 | —                         | —                         | —                         | —                         | —                         | —                         | —                         | —                         | —                         | —                         | | Peace Is The Mission:Extended |
| "—" denotes a recording that did not chart or was not released in that territory. |      |                           |                           |                           |                           |                           |                           |                           |                           |                           |                           | |                               |

### Vai trò khách mời
| Tựa        | Năm  | Nghệ sĩ | Album |
| ---------- | ---- | ------- | ----- |
| "Dear Boy" | 2013 | Avicii  | True  |

### Video ca nhạc
| Tựa                                               | Năm  | Đạo diễn             |
| ------------------------------------------------- | ---- | -------------------- |
| "Glass"                                           | 2013 | Casper Balslev       |
| "Let the Youth Go Mad" (Broke featuring MØ)       | 2013 | Ian Isak Ploug Ochoa |
| "Pilgrim" (MS MR Remix)                           | 2013 | Esben Weile Kjær     |
| "Waste of Time"                                   | 2013 | Anders Malmberg      |
| "XXX 88" (featuring Diplo)                        | 2013 | Tim Erem             |
| "Don't Wanna Dance"                               | 2014 | Georgia Hudson       |
| "Walk This Way"                                   | 2014 | Emilie Rafael        |
| "One More" (Elliphant featuring MØ)               | 2014 | Tim Erem             |
| "Lean On" (Major Lazer and DJ Snake featuring MØ) | 2015 | Tim Erem             |
| "Kamikaze"                                        | 2015 | Truman & Cooper      |